# 阿伽门农

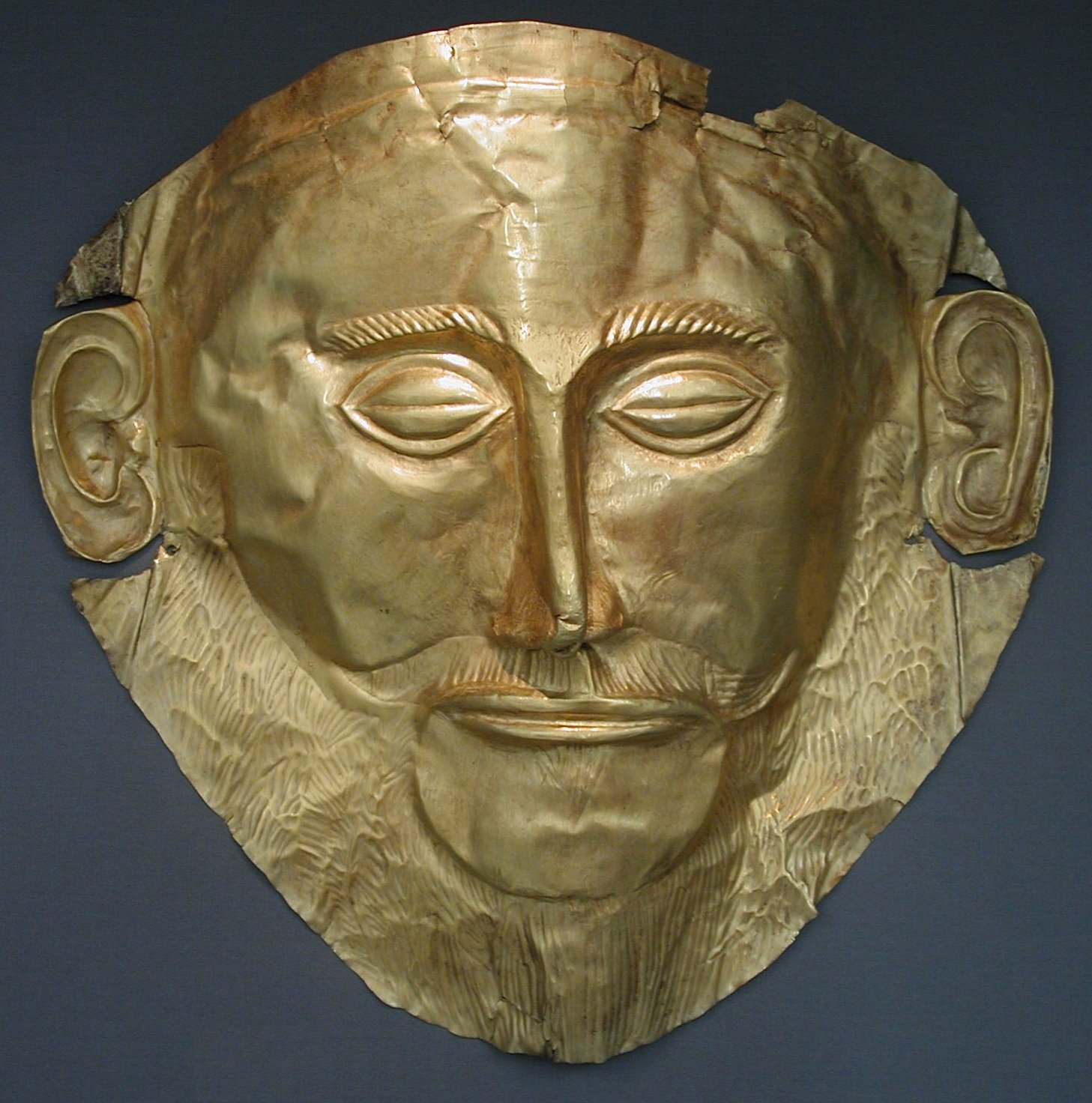
阿加曼農的面具，1876年發現於希臘邁錫尼，後被證實描繪的不是阿加曼農

阿加曼農（希臘文：Ἀγαμέμνων；拉丁字母轉寫：Agamemnon），希臘邁錫尼國王，希臘諸王之王，阿特柔斯之子。特洛伊战争中的阿开奥斯联军统帅。他的弟弟墨涅拉俄斯的妻子海倫被特洛伊的王子帕里斯拐走是战争的导火线，战争胜利后，他顺利回到家乡，然而他的妻子克吕泰涅斯特拉對於阿加曼農在出征时因得罪狩猎女神阿耳忒弥斯而以长女伊菲革涅亚献祭之事怀恨在心，便与情人埃癸斯托斯一起谋害了他。

## 词源
阿伽门农的名字在希腊语中是 Ἀγαμέμνων，意思是“非常坚定”、“不屈服”或“坚决” 。这个词来自 *Ἀγαμέδμων (*Agamédmōn)，来自ἄγαν，“非常”和 μέδομαι，“思考”。

## 身世和早年
荷马史诗中，阿加曼農和墨涅拉奥斯均被套语“阿特柔斯之子”（Atridae）修饰，普勒斯特涅斯、阿厄洛珀等人也未于史诗中出现。同样，许金努斯也认为二人乃阿特柔斯所生，索福克勒斯、欧里庇得斯所作悲剧多从此观点。但在赫西奥德的《列女志》中，阿加曼農、墨涅拉奥斯、阿娜克茜比娅为阿特柔斯之子普勒斯特涅斯与狄阿斯的女儿克勒奥拉所生。阿波罗多罗斯的《书藏》中，阿伽门农和墨涅拉奥斯的双亲则是普勒斯特涅斯和阿厄洛珀。埃斯库罗斯的奥瑞斯特亚三联剧中既用“阿特柔斯之子”称呼阿加曼農，同时似乎也认为普勒斯特涅斯是这个家族的一员。
许金努斯和阿波罗多罗斯都记载过阿伽门农、墨涅拉奥斯两兄弟受阿特柔斯之命将被流放的提厄斯特斯带回迈锡尼的故事，阿波罗多罗斯后文又提到提厄斯特斯之子埃癸斯托斯杀死阿特柔斯、篡夺迈锡尼王位后，二人在保姆的保护下躲避追杀，因此前一种记述显得不太现实。二人先是来到埃托利亚王奥纽斯处，后又辗转来到斯巴达投奔廷达瑞奥斯。期间，他杀了提厄斯特斯之子坦塔罗斯并他与克吕泰墨涅斯特拉所生子，但因他是廷达瑞奥斯的乞援人从而避免了与克吕泰墨涅斯特拉的兄弟狄奥斯库里发生战斗。后来，他娶廷达瑞奥斯的女儿克吕泰墨涅斯特拉为妻。

## 特洛亚战争前
在廷达瑞奥斯的帮助下，阿加曼農和墨涅拉奥斯返回迈锡尼，杀死提厄斯特斯以报杀父之仇。埃癸斯托斯在赫拉神坛下求助，因此在立誓后被逐出迈锡尼，并在库特里亚拥有一片土地。但在《伊利亚特》中，迈锡尼的王位可能是和平过渡的。
《列女志》中，阿伽门农并不是海伦的求婚者的一员，但他的弟弟墨涅拉奥斯的求婚得到了他的帮助。同一部作品提到，墨涅拉奥斯得以迎娶海伦时因为他提供了最丰厚的聘礼，这或许意味着此时二人已恢复迈锡尼王位。

## 特洛伊战争后
特洛亚被奥德修斯以木马计攻破后，阿加曼農选中卡珊德拉为侍妾。有人认为他不尊重卡珊德拉的处女之身而冒犯阿波罗，事实上早在《伊利亚特》中，卡珊德拉就已有未婚夫，但后者在战争中为阿伽门农的舅父伊多墨纽斯所杀。
愤怒的雅典娜引发了阿特里代兄弟间的争吵，阿伽门农主张留在特洛亚向神献上牲祭后再出发，而墨涅拉奥斯主张立刻动身，为此二人分离。而原本已跟随墨涅拉奥斯一同离开的奥德修斯在特涅多斯改变了决定，返回特洛亚加入阿伽门农。一行人在返乡过程中路过色雷斯，该地的国王波吕墨斯托尔谋杀了普里阿摩斯托付给他的幼子波吕多罗斯。赫卡柏见到儿子的尸体后请求阿伽门农协助她复仇，阿伽门农以避嫌为由，避免直接参与复仇，但默许了赫卡柏的行动。波吕墨斯托尔被赫卡柏刺瞎后要求阿伽门农审判此事，阿伽门农听过二人的申辩后认为波吕墨斯托尔属不义的一方，后者因此预言他将在回家后遭戕杀。

## 死亡和死后
海中长者普罗透斯对墨涅拉奥斯说，阿开奥斯人的将领中只有两位死于归途，阿伽门农应属于这两人之一。他受到赫拉的庇佑，并未死于风暴，但在他的妻子克吕泰墨涅斯特拉与埃癸斯托斯通奸的情况下，他的死亡是无可避免的。《奥德赛》中，埃癸斯托斯迎接风尘仆仆的阿伽门农赴宴，宴毕将他和卡珊德拉一并杀死，他甚至未能见到自己的儿女；埃癸斯托斯的部下与阿伽门农的部下展开激烈的战斗，最终无一生还。但荷马以外的版本中，多有克吕泰墨涅斯特拉用一缺少开口的罩袍套住出浴的阿伽门农、连刺三剑将其杀害的传说。而在欧里庇得斯的《厄勒克特拉》中，这桩凶杀是克吕泰墨涅斯特拉谋划、埃癸斯托斯执行的。部分传说中，凶器是双刃斧而非剑。八年后阿伽门农的儿子奥瑞斯特斯返回，在阿伽门农的女儿厄勒克特拉和阿伽门农的外甥皮拉德斯的帮助下杀死埃癸斯托斯和克吕泰墨涅斯特拉，为父报仇。
《奥德赛》中，奥德修斯在冥府见到了已去世三年的阿伽门农。阿伽门农叮嘱奥德修斯吸取自己的教训，不要公开返回故乡，要对状况进行试探，但他同时也称赞佩涅洛佩的审慎庄重，认为她不可能背叛奥德修斯，这一举动避免了奥德修斯遭到求婚者的谋害。

## 近现代文艺作品中的阿伽门农

### 文学
阿加曼農是乔叟的英语长诗《特洛伊罗斯与克丽希达》中的一个次要人物。特洛伊罗斯、克丽希达、狄俄墨德斯的三角恋故事，是阿伽门农、阿喀琉斯和布里塞伊丝三人的故事经历代不断加工演变而来。
阿加曼農出现在莎士比亚的剧本《特洛伊罗斯与克丽希达》中，剧中他是既一名负责的君主，也是从善如流的联军统帅。
埃德蒙·斯宾塞在他的《仙后》序言中，将阿伽门农作为荷马塑造的优秀君主提及。
拉辛的剧本《伊菲革涅娅在奥利斯》中，不同于欧里庇得斯的同名剧，阿伽门农最终决定放弃献祭伊菲革涅娅；该剧中墨涅拉奥斯未出场，而奥德修斯代替他与阿伽门农进行了数段对话。
在让-保罗·萨特的戏剧《苍蝇》中，阿伽门农时常被奥瑞斯特斯、埃癸斯托斯等人物提到，尽管他本人在故事发生的时间已经死去。同样，歌德的戏剧《伊菲革涅娅在陶洛人中》中，他也被略作提及。
希腊作家卡巴奈利斯的戏剧《晚餐》中，阿伽门农以鬼魂的身份登场。

### 音乐
格鲁克1774年首演于巴黎的歌剧《伊菲革涅娅在奥利斯》中，阿伽门农的音域为男高音。

### 戏剧
《阿加曼農》，古希腊剧作家艾斯奇勒斯的作品，描写远征特洛伊的迈锡尼王阿加曼農被妻子克吕泰涅斯特拉和情夫埃癸斯托斯谋害的故事。为三部曲中的第一部，另两部是《奠酒人》和《报仇神》。
中国国家话剧院与希腊国家剧院曾联合制作过奥瑞斯特亚三联剧中的首部《阿伽门农》，该剧于2019年公演，阿伽门农的演员是杜振清。

### 影视
卡科伊亚尼斯1962年的电影《厄勒克特拉》中，阿伽门农的演员是Theodoros Dimitriou。

### 游戏
育碧发行的游戏《刺客信条：奥德赛》中，阿伽门农是仿真塔尔塔罗斯中的四名陨落者守卫之一。
游戏《命运之子》（Destiny Child）中，阿伽门农为木属性chlid。

## 同名事物
木星特洛伊小行星中，911 Agamemnon与阿伽门农同名。该小行星的直径为131千米，是所有木星特洛伊中第三大的一颗，其大小在希腊阵营中则位居第二，次于排名第一的624 Hector。在所有木星特洛伊中，它是第四颗被发现的。
英国皇家海军共有六艘军舰（其中一艘在建）以阿伽门农命名。其中最著名的是纳尔逊勋爵级战列舰HMS Agamemnon。 她曾参加过加里波利登陆战，掩护位于那里的英军，战场距阿伽门农曾战斗过的特洛亚平原仅数十千米远。
统帅青凤蝶（学名Graphium agamemnon）被林奈以阿伽门农命名。